# باتريك مايكلز
باتريك مايكلز (بالإنجليزية: Patrick Michaels)‏ هو عالم مناخ وأستاذ جامعي أمريكي، ولد في 15 فبراير 1950 في بروين في الولايات المتحدة.

## وصلات خارجية
- الموقع الرسمي